# Kö-Galerie
De Kö-Galerie is een winkel- en kantorencentrum in de binnenstad van Düsseldorf. Het is gelegen in de Königsallee, waarnaar het ook vernoemd is.

## Architectuur en ontwikkeling
De Kö-Galerie is in postmoderne architectuur opgezet naar het voorbeeld van een Italiaanse "gallery commerciali" uit de 19e eeuw, zoals de Galleria Umberto I. Vier winkelstraten van twee verdiepingen, genoemd naar de windrichtingen komen uit bij een 25m hoge glazen koepel..De hoofdingang aan de Königsallee is ontworpen als een arcade. Een van de segmentbogen van de arcade, waar de hoofdas van het aangrenzende winkelcentrum zich bevindt, is over twee verdiepingen uitgevoerd. Boven deze boog is een glazen erker met glazen koepel die de dakrand als een torentje doorbreekt. De Kö-Galerie heeft een totale verkoopvloeroppervlakte van 20.000 m² en 30.000 m² aan kantoorruimte.

Het winkelcentrum werd geopend op 21 september 1986. De ontwikkelaar en architect was Walter Brune. In 2006 werd Brune's Kö-Galerie verkocht aan een joint venture, aangevoerd door Merrill Lynch. ECE had een kleiner aandeel in deze joint venture.  Eind november 2008 maakte de vastgoedbeheerder Gustav bekend dat zij het winkelcentrum vanaf 2009 volledig zou willen renoveren en herstructureren. In het najaar van 2011 werden de werkzaamheden, die circa 40 miljoen euro kostten, grotendeels afgerond. De Kö-Galerie werd eind 2012 verbonden met het naastgelegen winkelcentrum Sevens Center, waarbij ook het naastgelegen pand aan de Steinstrasse 11 betrokken was. In 2014 werd het centrum verkocht aan Allianz Real Estate voor ongeveer 300 miljoen euro. Het winkelcentrummanagement werd overgenomen door ECE Projektmanagement. 

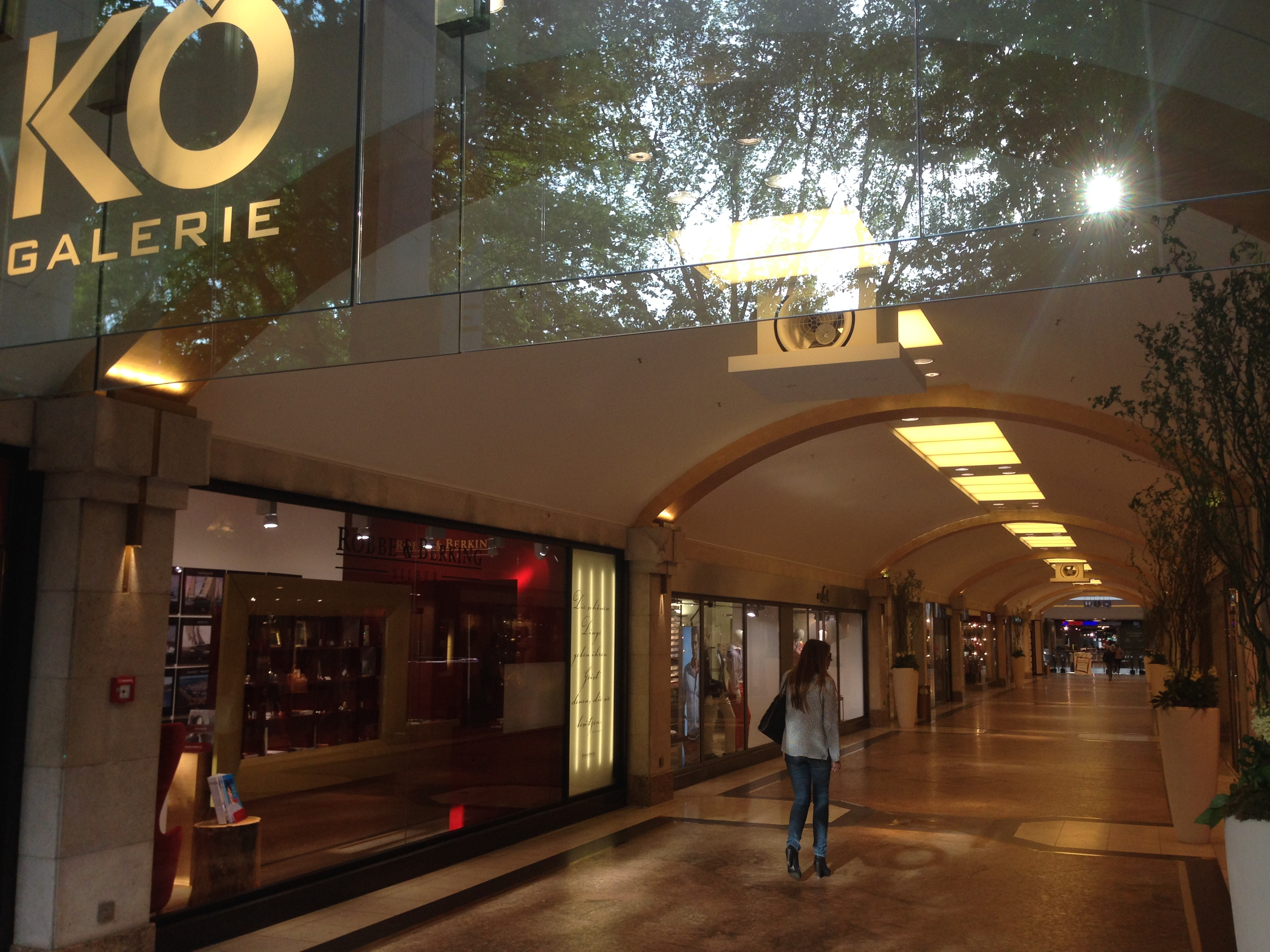
Winkelpassage in de Kö-Galerie, 2014
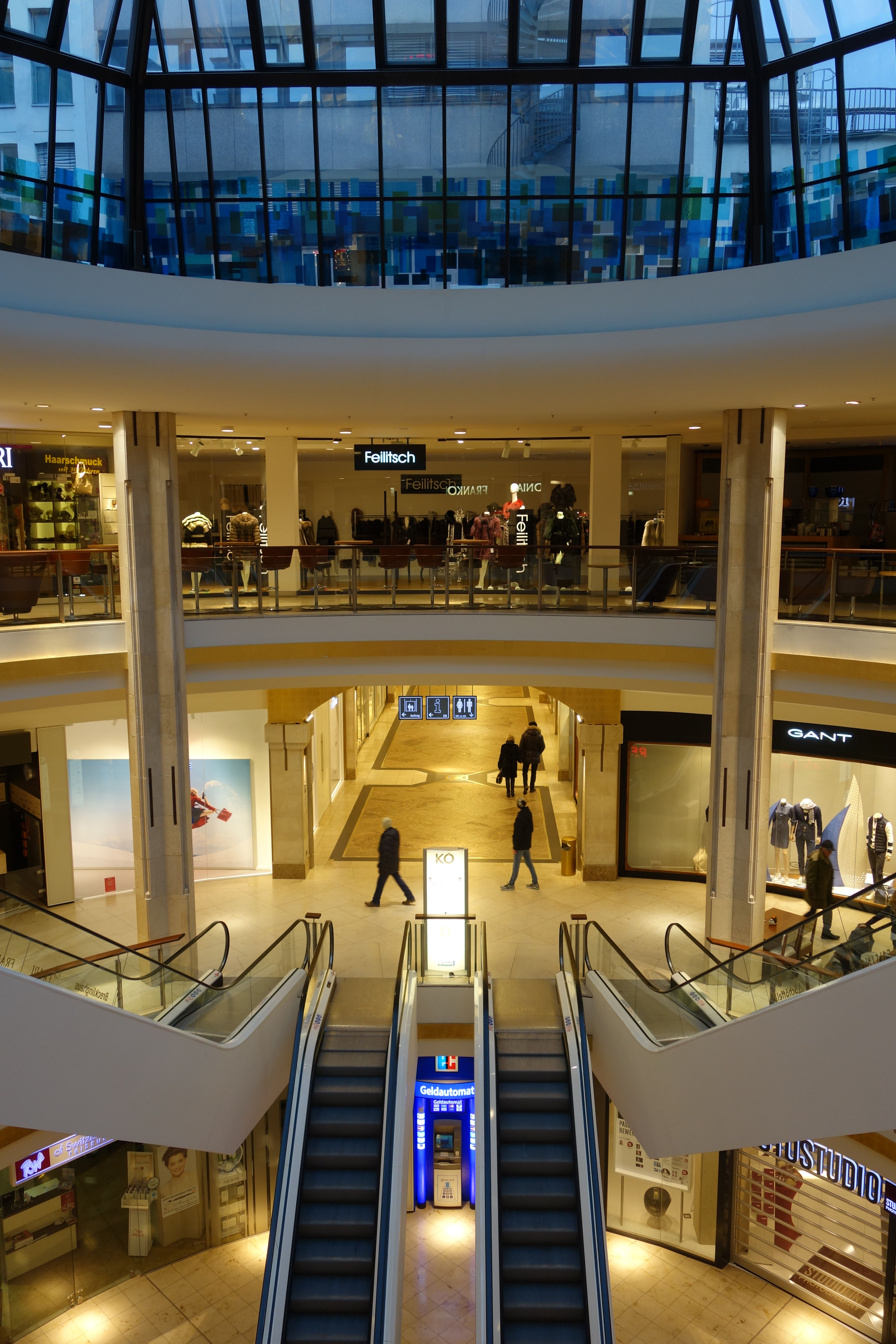
Centrale koepelhal, 2016
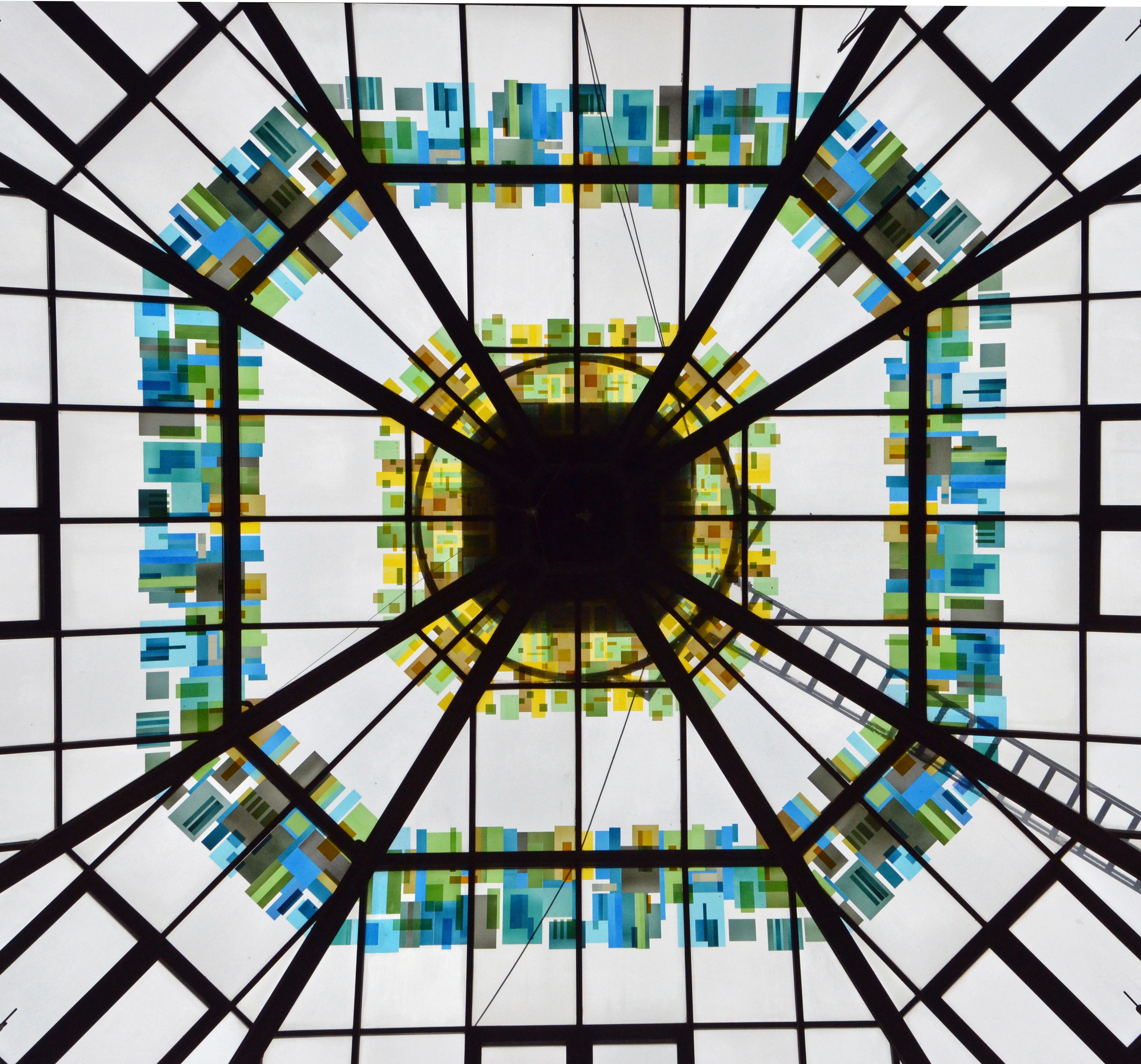
Koepel met glas in lood van Heinz Lilienthal

## Locatie
De Kö-Galerie bevindt zich in het middelste gedeelte van de Königsallee tussen de Steinstraße en de Grünstraße. Er zijn ingangen naar de drie bovengenoemde straten en naar de Berliner Allee, waar de Kö-Galerie overgaat in de bankhal van het hoofdkantoor van de  Stadtsparkasse Düsseldorf . Er is ook een verbinding met een andere winkelpassage, de "Kö-Karree". Samen met het naburige winkelcentrum Sevens Center beslaat de Kö-Galerie het hele straatblok. De Kö-Galerie heeft ook een openbare parkeergarage met ongeveer 1.000 parkeerplaatsen.

## Gebruik
In het winkelcentrum zijn detailhandels- en dienstverleningsbedrijven gevestigd. De branchering omvat onder andere mode, schoenen, sportartikelen, cosmetica. Een groot deel van de oppervlakte wordt ingenomen door de modehandel. Er is ook een supermarkt en horeca.  De Kö-Galerie heeft circa 100 winkels, die vanuit vier winkelpassages te bereiken zijn en in een centrale hal uitkomen.  opgesteld. Het gebouw heeft 30.000 m² kantoorruimte met circa 50 huurders. De ongeveer 5000 m² verkeersruimte wordt gebruikt voor bedrijfspresentaties of culturele evenementen. Zes keer per jaar vindt in de brede gangen een antiekmarkt plaats.

## Weblinks
- Website van de Kö Galerie